# Polydesmus bogotensis
Polydesmus bogotensis är en mångfotingart som beskrevs av Peters 1864. Polydesmus bogotensis ingår i släktet Polydesmus och familjen plattdubbelfotingar. Inga underarter finns listade i Catalogue of Life.